# Сабидолданов, Мухтар Солтанбекович
Сабидолданов, Мухтар Солтанбекович (23 июня 1967, г. Зайсан, Восточно-Казахстанская обл., КазССР) — представитель командования КНБ Республики Казахстан, полковник, заместитель директора Пограничной Службы Республики Казахстан (с 2013).

## Биография
Родился 23 июня 1967 года в городе Зайсан, Восточно-Казахстанская области.
В 1991 году окончил Омское высшее общевойсковое командное училище им. М.В. Фрунзе.
В 2005 году - Национальный Университет Обороны Республики Казахстан.
Офицерскую службу проходил на должностях командир взвода, заместителя начальника по материально-техническому снабжению, начальника автомобильной и бронетанковой службы, заместителя начальника отряда, заместителя начальника управления, заместителя начальника Регионального управления.
С мая 2013 года - Заместитель Директора Пограничной службы КНБ Республики Казахстан.

## Награды
- Медаль «20 лет независимости Республики Казахстан» (2011)
- Юбилейные медали
- Медали за выслугу лет
- Юбилейная медаль «20 лет Совету командующих Пограничными войсками» (СНГ)